# 尉遅運
尉遅 運（尉遲運、うっち うん、539年 - 579年）は、北周の軍人。字は烏伐抜。本貫は代郡。

## 経歴
尉遅綱の子として生まれた。550年（大統16年）、父の勲功により安喜県侯に封じられた。557年（孝閔帝元年）、北周が建国されると、使持節・車騎大将軍・儀同三司の位を受けた。孝閔帝が廃位されると、朝廷の議論により明帝が立てられることとなり、尉遅運が帝を迎えるため岐州におもむいた。擁立の功績により、爵位は周城県公に進んだ。561年（保定元年）、驃騎大将軍・開府儀同三司の位を受けた。563年（保定3年）、楊忠の下で北斉の并州を攻撃した。564年（保定4年）、隴州刺史として出向した。570年（天和5年）、入朝して小右武伯となった。571年（天和6年）、左武伯中大夫に転じた。まもなく軍司馬の位を加えられた。北斉の斛律光が汾北に侵攻してくると、尉遅運は斉公宇文憲の下で防戦にあたった。北斉の伏龍城を攻め落とし、爵位は広業郡公に進んだ。
572年（建徳元年）、右侍伯の位を受け、右司衛に転じた。武帝に皇太子宇文贇の輔導を託されて、右宮正となった。574年（建徳3年）、武帝が雲陽宮に行幸すると、尉遅運は本官のまま司武を兼ね、長孫覧とともに皇太子を助けて留守をつとめた。衛王宇文直の乱のとき、宇文直の一党が粛章門を襲撃した。尉遅運は粛章門にかけつけ、手の指を傷つけながらも自ら門を閉ざして、反乱軍の侵入を阻止した。宇文直は宮中に入ることができず、火をかけて門を焼こうとした。門の火が燃え尽きると侵入を許してしまうため、尉遅運は宮中の材木や床などを持ち出して火種を絶やさず、さらに膏油をそそいで火勢をさかんにした。宇文直は宮中に入れず、いったん退却した。尉遅運は留守の兵をまとめると、宇文直の退却したところを攻撃して勝利をおさめた。「この日尉遅運がいなければ宮中を守れなかった」と武帝の賞賛を受け、大将軍の位と、かつて宇文直が所有していた田地や邸宅や車馬や器物などを賜った。
575年（建徳4年）、同州蒲津潼関等六防諸軍事・同州刺史として出向した。武帝が北斉に対する親征をおこなうと、尉遅運は軍議に参加し、東方の平定に功績があった。576年（建徳5年）、柱国の位を受け、爵位は盧国公に進んだ。578年（宣政元年）、司武上大夫に転じ、宿衛の軍事を総べた。武帝が雲陽宮で死去すると、その死は秘密とされ、尉遅運は侍衛の兵を率いて長安に帰還した。
宇文贇（宣帝）が即位すると、上柱国の位を受けた。たびたび宣帝を諫めたが聞き入れられず、かえって疎まれた。王軌が処刑されると、尉遅運は災禍を恐れて宇文孝伯に相談し、外任を求めて秦州総管・秦渭等六州諸軍事・秦州刺史となった。579年（大象元年）2月、秦州で死去した。享年は41。大後丞・秦渭河鄯成洮文七州諸軍事・秦州刺史の位を追贈された。諡は忠といった。

## 妻子

### 妻
- 賀抜毗沙（542年 - 599年、賀抜勝の娘）

### 子
- 尉遅靖（後嗣、儀同大将軍）
- 尉遅端（保城県侯）

## 伝記資料
- 『周書』巻40 列伝第32
- 『北史』巻62 列伝第50
- 大周使持節上柱国盧国公墓誌（尉遅運墓誌）
- 隋上柱国盧国公夫人賀抜氏墓誌（賀抜毗沙墓誌）